# 东莞县新二区区府旧址
东莞县新二区区府旧址，位于中国广东省东莞市东莞市大岭山镇连平村，为东莞市的一个市、县级文物保护单位，类型为近现代重要史迹及代表性建筑，公布时间为2004年1月8日。
东莞县新二区区府旧址的历史年代为民国。